# São Sebastião do Rio Verde
São Sebastião do Rio Verde là một đô thị thuộc bang Minas Gerais, Brasil. Đô thị này có diện tích 91,893 km², dân số năm 2007 là 2264 người, mật độ 22,9 người/km².